# Živko Budimir

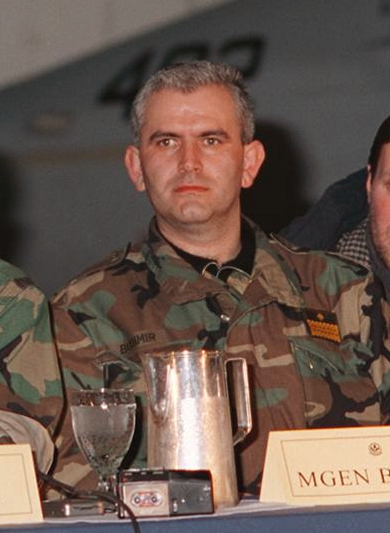
Živko Budimir, 1996

Živko Budimir (* 20. November 1962 in Vir (Bosnien und Herzegowina)) war Präsident der Föderation Bosnien und Herzegowina.
Budimir gehörte bis Anfang 2013 der Kroatische Partei des Rechts in Bosnien und Herzegowina an. Diese ging im Jahr 2011 eine Koalition mit der Socijaldemokratska partija Bosne i Hercegovine, der Partei der demokratischen Aktion und der Partei für eine bessere Zukunft ein und Budimir wurde unter dieser Koalition Präsident. Nach Zerwürfnissen mit seiner Partei gründete er Anfang 2013 die Partei der Gerechtigkeit und des Vertrauens. Er wurde im April 2013 wegen Korruptionsverdacht festgenommen.